# Landskrona

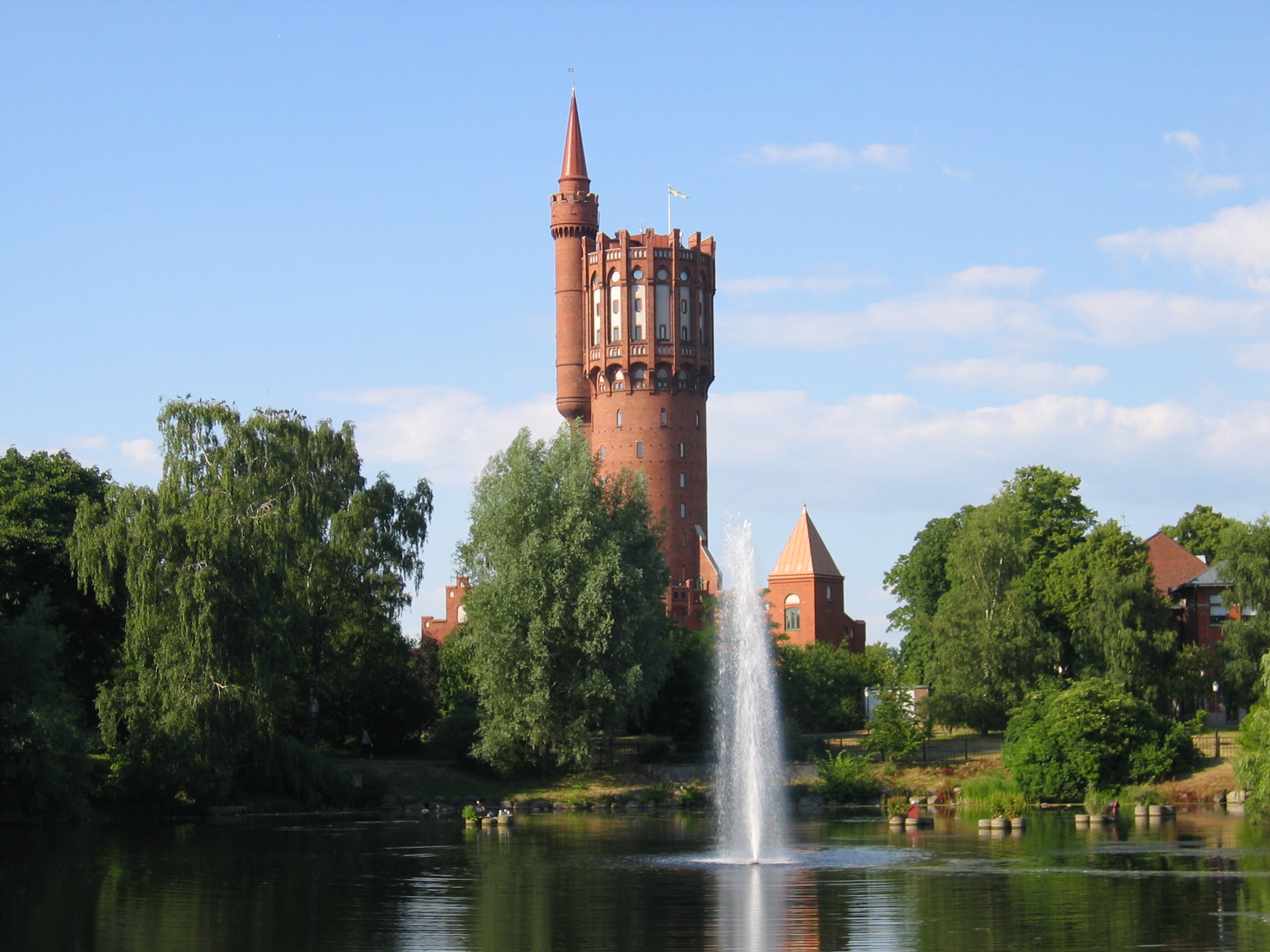
A Szent Olof-tó és a víztorony

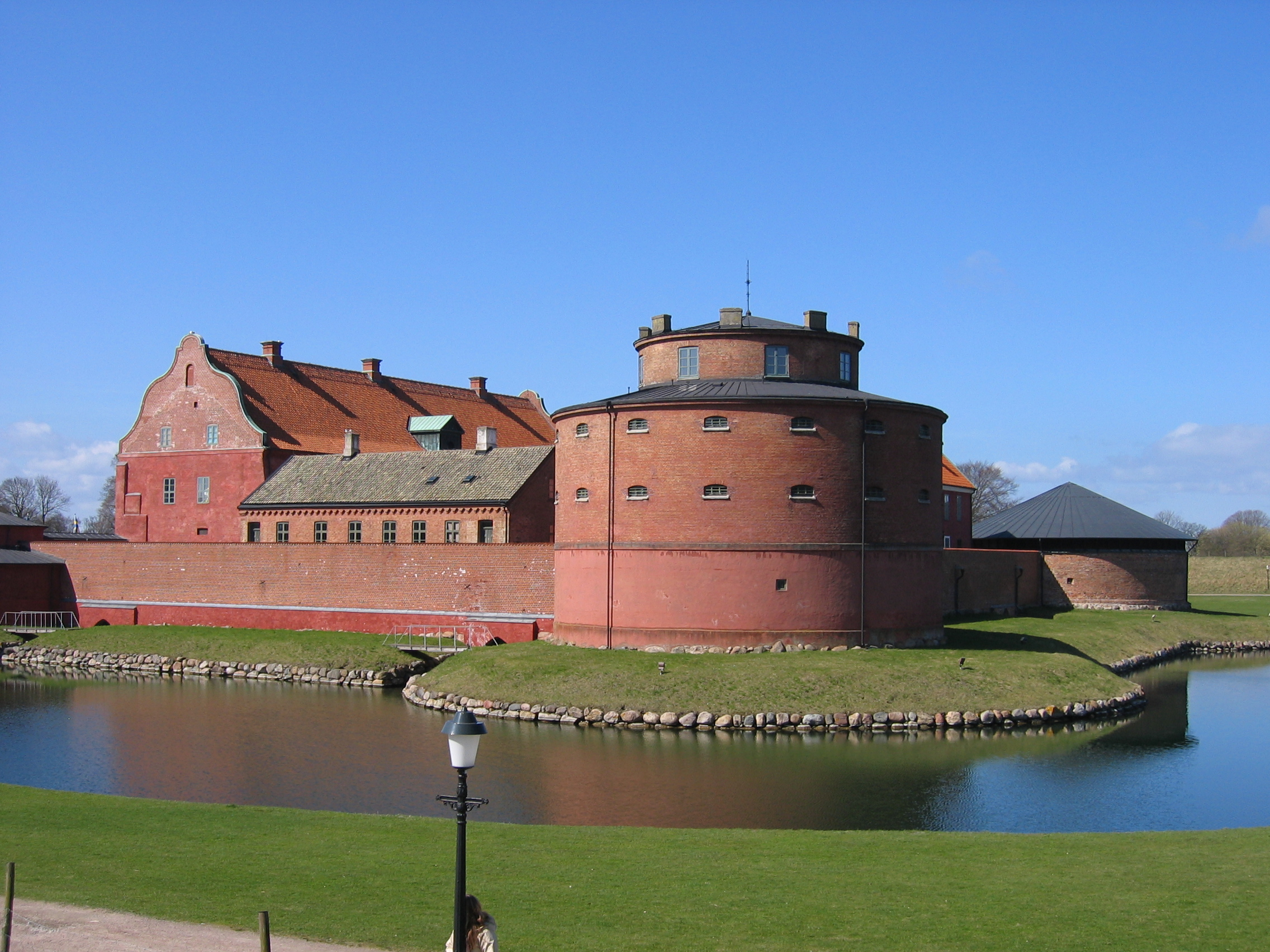
A Citadella

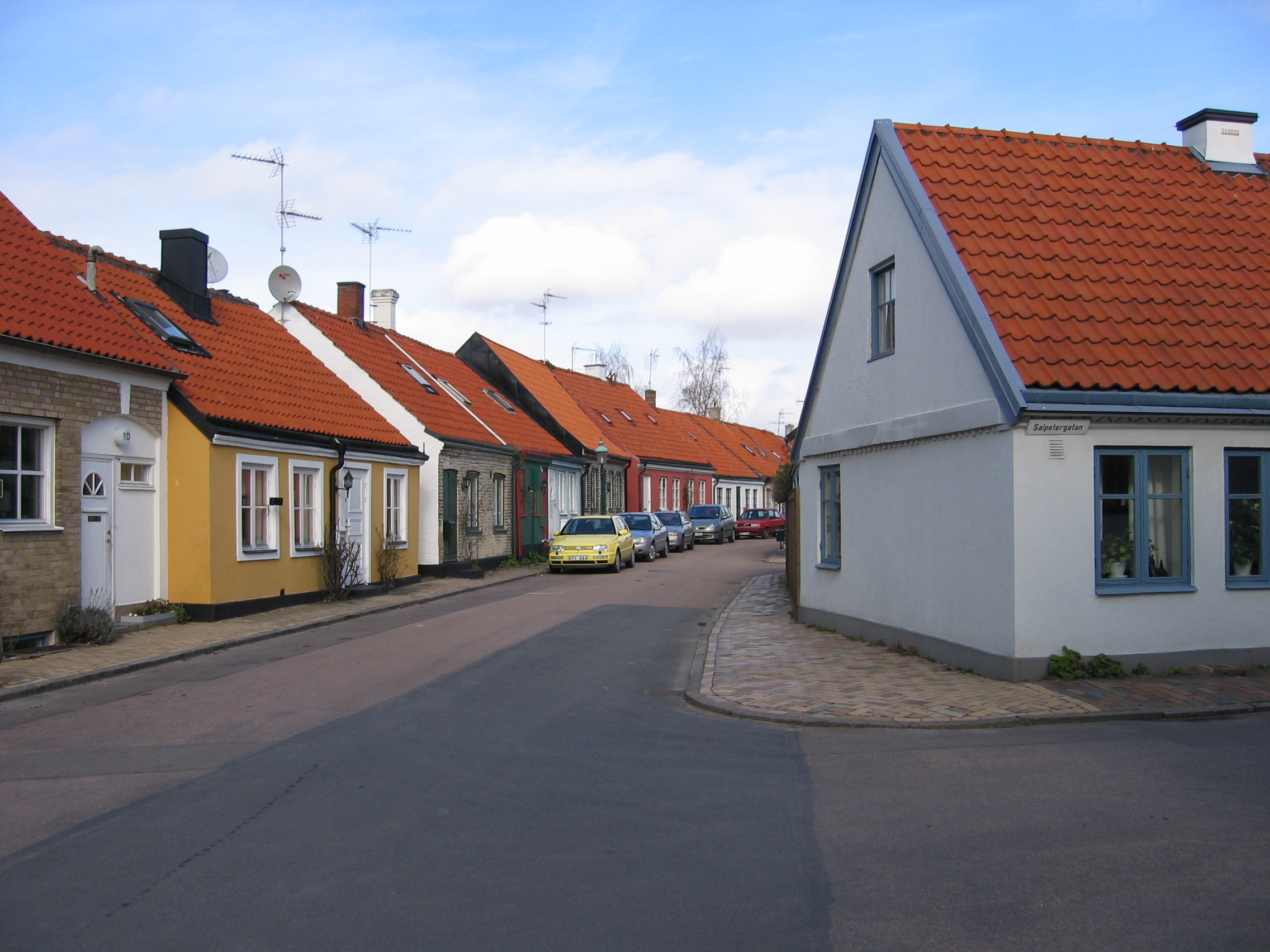
Az óváros

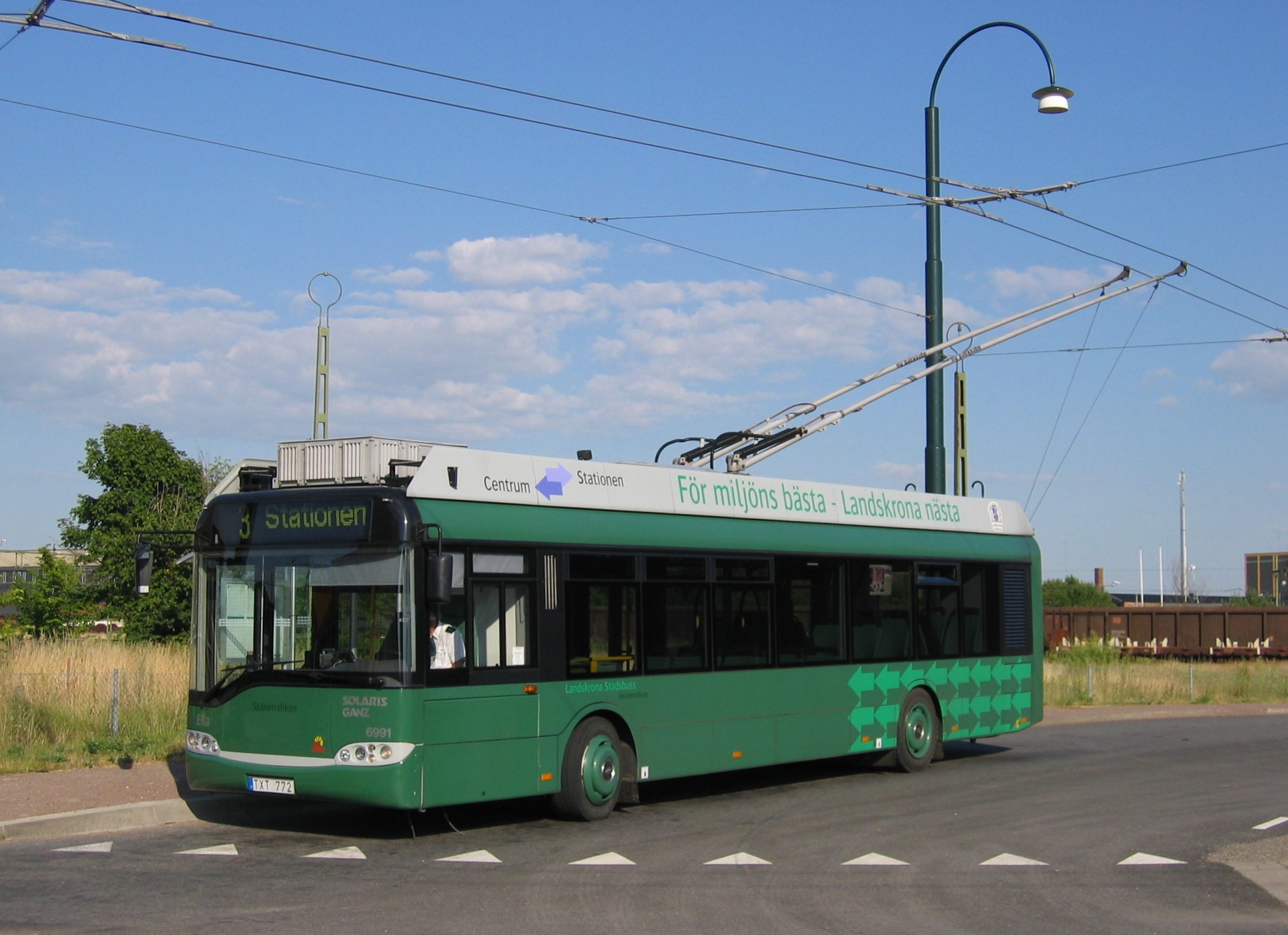
Ganz-Solaris trolibusz Landskronában

Landskrona város Svédországban, Skåne megyében.

## Földrajz
Landskrona Dél-Svédországban, Skåne megyében található, Malmőtől 34 km-re fekszik.

## Történelem
A város alapító okirata 1413-ból származik. Landskronát 1428-ban a Hanza-szövetség felégette. Amikor Skåne 1658-ban Svédországhoz került, a város földrajzi adottságai következtében kereskedelmi központtá vált. Lansdkrona bástyákkal megerősített vára akkoriban stratégiai szempontból a legmodernebbnek számított Skandináviában, ám 1676-ban a dánoknak mégis sikerült bevenniük az az év július 8. és augusztus 2. közötti ostromuk alkalmával.

## Közlekedés
2001 januárjára készült el a város új pályaudvara. Landskrona az egyetlen svéd város ahol trolibuszok üzemelnek: 2003 óta 3 db Ganz Solaris Trollino típusú busz van forgalomban, melyeket 2010-ben egy negyedik követett.

## Híres szülöttek
- Itt született 1862. június 5-én Allvar Gullstrand, Nobel-díjas svéd szemorvos.
- Itt született 1863. július 18-án Emil Fick, olimpikon vívó.

## Külső hivatkozások
- Landskrona hivatalos honlapja